# Tajne Archiwum Państwowe Fundacji Pruskiego Dziedzictwa Kulturowego
Tajne Archiwum Państwowe Fundacji Pruskiego Dziedzictwa Kulturowego (niem. Geheimes Staatsarchiv Preußischer Kulturbesitz) z siedzibą w Berlinie – instytucja zajmująca się gromadzeniem, przechowywaniem i zabezpieczaniem zbiorów pruskiego dziedzictwa kulturowego. Od roku 1963 należy do Fundacji Pruskiego Dziedzictwa Kulturowego (niem. Stiftung Preußischer Kulturbesitz).

## Historia
Początki archiwum sięgają roku 1282, czasów rządów margrabiów brandenburskich. Za panowania Joachima II (XVI wiek) archiwum zostało podporządkowane kanclerzowi. W roku 1598 ustanowiono stanowisko archiwisty, na które został mianowany Erazm Langenhain. Połączył on zespoły w repozyturach, dzięki czemu archiwum zaczęło pracować autonomicznie. Podczas panowania królów Fryderyka Wilhelma I, Fryderyka II Wielkiego i Fryderyka Wilhelma II wiele dokumentacji włączano do archiwum gabinetowego. Po rozwiązaniu tajnej kancelarii dokumenty te przeszły do archiwum departamentu spraw zagranicznych. W tym czasie stanowisko szefa ministrów piastował Christian von Haugwitz. Nadał on w roku 1803 dla archiwum nazwę Tajne Archiwum Państwowe. Wtedy też włączono do niego Tajne Archiwum Ministerialne (niem. Geheimes Ministerialarchiv). W połowie XIX wieku powstało archiwum centralne i obejmowało ono cały obszar państwa pruskiego. Było ono wówczas podporządkowane prezesowi ministrów. Po I wojnie światowej pod naciskiem ówczesnego premiera Otto Brauna zdecydowano się na budowę nowej siedziby. Od roku 1923 instytucja mieści się przy ulicy Archivstraße 12/14 w berlińskiej dzielnicy Dahlem.
W czasie II wojny światowej część zasobów archiwum została ewakuowana do Merseburga w kraju związkowym Saksonia-Anhalt. Po wojnie nie wróciły do Berlina, a zostały w Centralnym Archiwum NRD (niem. Zentrales Staatsarchiv der DDR) w Merseburgu. W berlińskiej siedzibie były dostępne tylko te zbiory które nie były wywiezione. Po zjednoczeniu Niemiec wszystkie zbiory na powrót znalazły się w Berlinie.

## Udostępnianie materiałów
Za udostępnianie materiałów z archiwum nie pobiera się opłat. Płatne są natomiast prace reprograficzne.

## Zagrabione archiwalia w zbiorach Tajnego Archiwum Państwowego Pruskiego Dziedzictwa Kulturowego
W archiwum znajduje się zbiór 74 średniowiecznych dokumentów skradzionych w 1940 przez urzędników hitlerowskich z Archiwum Główne Akt Dawnych w Warszawie, a po wojnie przejęty przez Tajne Archiwum Państwowe Pruskiego Dziedzictwa Kulturowego. Pomimo żądań strony polskiej nie zostały oddane prawowitym właścicielom. 